# Cerco ao Manila Hotel
O cerco ao Manila Hotel (em filipino: Pagkubkob sa Manila Hotel) foi a ocupação, de 6 a 8 de julho de 1986, do Manila Hotel - um hotel de luxo na capital filipina, Manila - liderada pelo ex-candidato à vice-presidência Arturo Tolentino e outros apoiadores militares e civis do presidente deposto Ferdinand Marcos como parte de uma intentona golpista para derrubar Corazon Aquino e restaurá-lo ao poder. A tentativa de golpe não conseguiu obter amplo apoio e terminou em 8 de julho com a saída da maioria dos participantes e a rendição de outros.
Ocorreu apenas cinco meses depois que Aquino foi empossada no cargo após a Revolução do Poder Popular em fevereiro, e foi a primeira de nove tentativas de derrubar seu governo. Foi seguido pela conspiração God Save the Queen em novembro daquele ano.

## Contexto
Após a derrubada e exílio de Marcos no Havaí em fevereiro de 1986, seus apoiadores realizavam regularmente comícios exigindo sua restauração como presidente todos os domingos no Luneta Park de Manila, que ficava ao lado do Manila Hotel, um hotel de luxo que era um importante ponto de encontro para políticos, expatriados e outros membros importantes da sociedade filipina. Os comícios eram frequentemente assistidos por personalidades proeminentes associadas a Marcos que permaneceram nas Filipinas, incluindo Arturo Tolentino, companheiro de chapa de Marcos nas eleições presidenciais antecipadas de 1986, em 7 de fevereiro, cujo resultado contestado precipitou a Revolução do Poder Popular, entre 22 de fevereiro e 25 de fevereiro, que depôs Marcos e instalou sua rival eleitoral, Corazon Aquino.
O golpe foi lançado enquanto o governo Aquino lidava com vários assuntos, como a revolta estudantil na região metropolitana de Manila, a reforma agrária, o aumento das tensões com as Forças Armadas das Filipinas em relação às negociações com o Partido Comunista das Filipinas-Novo Exército Popular para acabar com a insurgência comunista e a suposta presença de funcionários de esquerda no gabinete de Aquino, a elaboração de uma nova constituição e os preparativos para a visita de estado de Aquino aos Estados Unidos.

### Preparativos para o golpe
Poucos dias antes do golpe, Tolentino supostamente reservou quatro quartos adjacentes no 14.º andar do Manila Hotel sob o nome de uma mulher, enquanto outros partidários reservaram quartos com nomes falsos e usaram códigos para se comunicarem entre si. Eles também trouxeram amplos estoques de comida e água para uma estadia prolongada.
O golpe também era conhecido de antemão por vários oficiais militares, incluindo aqueles afiliados ao Movimento de Reforma das Forças Armadas (Reform the Armed Forces Movement, RAM), que ajudou a liderar a Revolução do Poder Popular. Mais tarde, descobriu-se que o oficial leal a Marcos, coronel Rolando Abadilla, contatou o líder do RAM, Gringo Honasan, um mês antes dos acontecimentos, pedindo seu apoio. No entanto, o RAM adotou uma abordagem de esperar para ver, embora num aparente sinal de reaproximação, Rodolfo Aguinaldo, alto oficial do RAM, também foi visto dentro do hotel durante o golpe. Na manhã do golpe, proeminentes partidários de Marcos no InterContinental Manila convidaram o jornalista norte-americano Jack Anderson para seu comício regular de domingo no Luneta, prometendo um "furo".

## Eventos

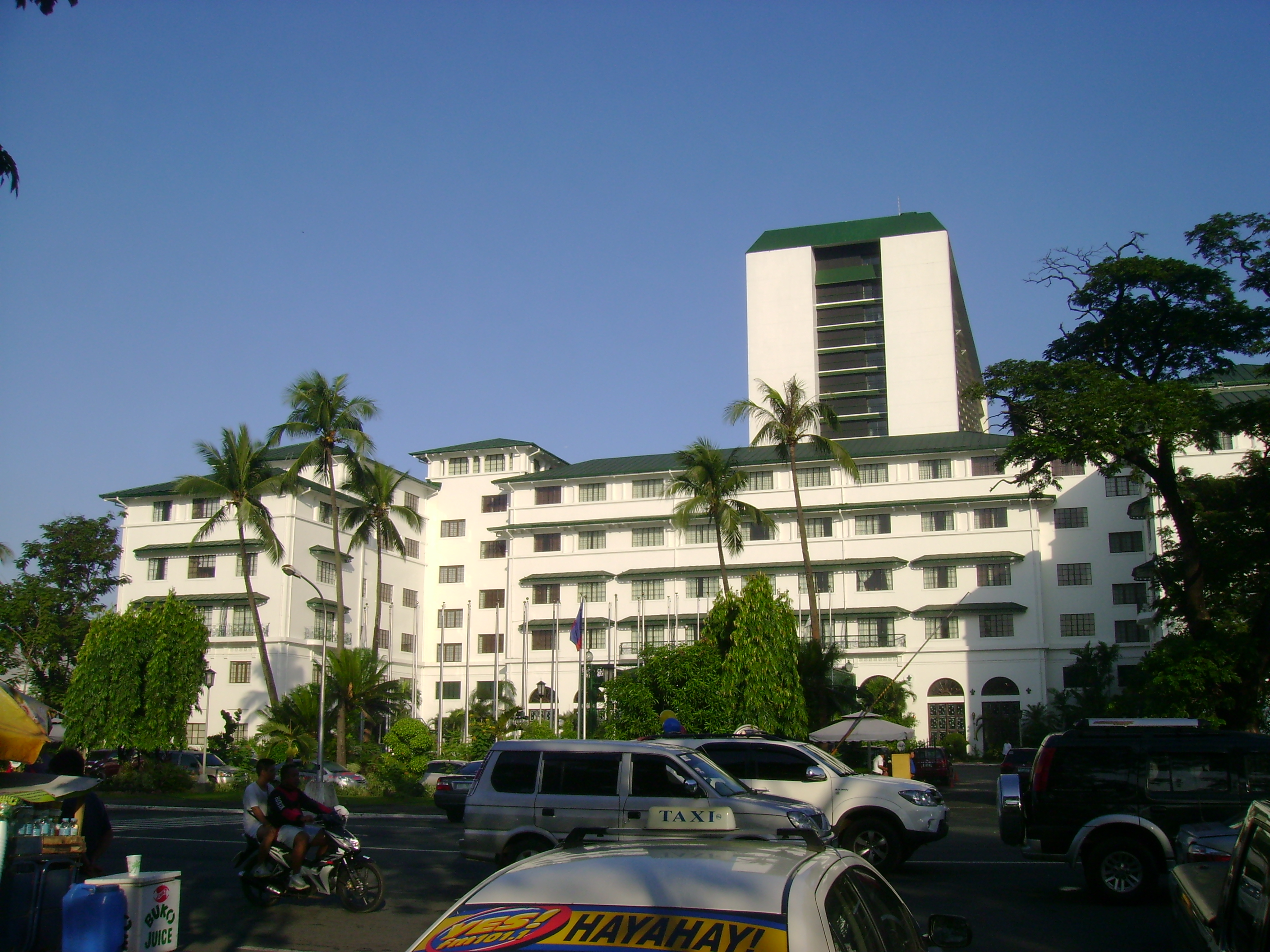
Manila Hotel em 2012

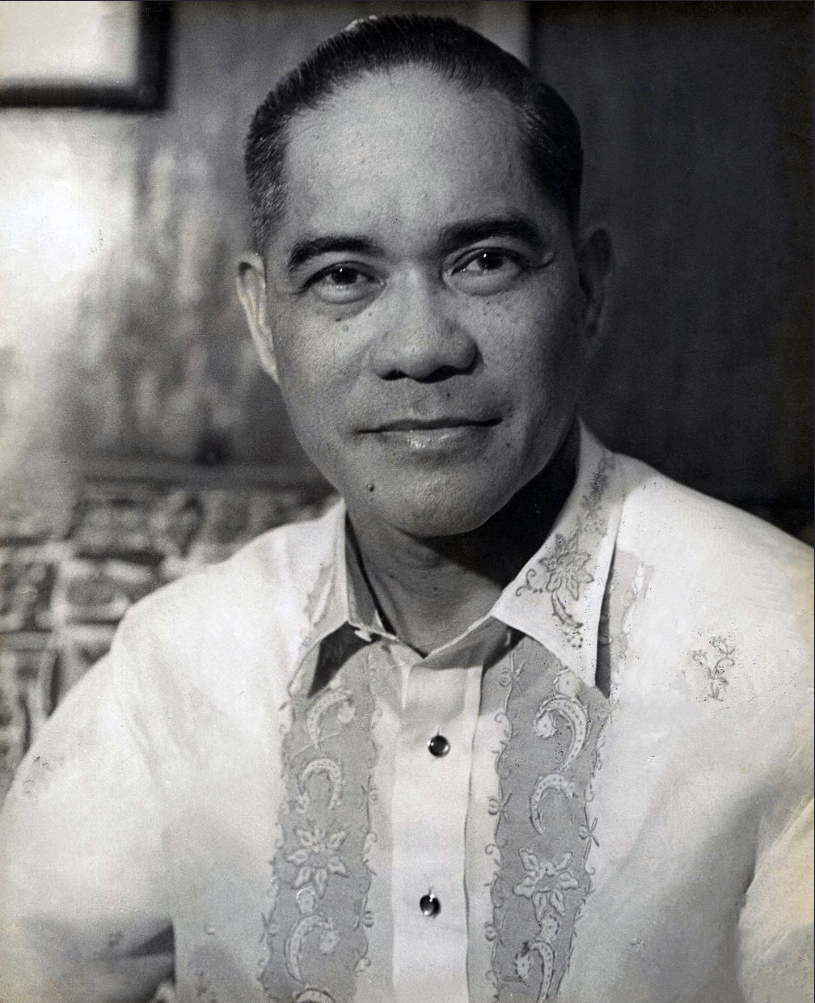
Arturo Tolentino

### Ocupação do hotel
Durante o comício regular dos leais a Marcos em Quirino Grandstand em Luneta em 6 de julho de 1986, cerca de 100 soldados armados e civis entraram no Manila Hotel e montaram acampamento no saguão, com o Brigadeiro-General José Maria Zumel, ex-superintendente da Academia Militar das Filipinas e oficial do Comando de Segurança Presidencial de Marcos, informando o chefe de catering do hotel sobre sua tomada. Da mesma forma, um ex-gerente assistente do hotel, parente de um funcionário de Marcos, autoproclamou-se o novo gerente geral do hotel, enquanto um oficial que trabalhava para o exilado chefe de gabinete das Forças Armadas das Filipinas sob Marcos, Fabian Ver, declarou-se chefe de segurança do hotel. O número total de ocupantes foi posteriormente estimado em cerca de 490 militares e 5.000 civis. Muitos dos soldados chegaram em caminhões militares e jipes de campos na região metropolitana de Manila e de Luzon Central e estavam armados com metralhadoras e rádios sem fio. Muitos também eram membros da Guardians Brotherhood, uma sociedade de ajuda mútua dentro das Forças Armadas das Filipinas que era considerada como próxima de Honasan.
Uma hora depois, na entrada do hotel, Tolentino anunciou que Marcos o havia autorizado a assumir temporariamente o governo. Em seguida, prestou juramento como Presidente Interino perante um ex-juiz do Supremo Tribunal e designou um gabinete de cinco pessoas composto por Rafael Recto como Ministro da Justiça, Manuel Collantes como Ministro dos Negócios Estrangeiros, Manuel Alba como Ministro do Orçamento, Isidro Rodriguez Jr. como Ministro do Governo Local e Juan Ponce Enrile como Ministro da Defesa Nacional e simultaneamente primeiro-ministro. Tolentino também ordenou que Nicanor Yñiguez, o presidente do parlamento dissolvido de Marcos, o Regular Batasang Pambansa, reunisse o órgão e convocasse eleições locais.
Numa entrevista, Tolentino disse que queria ter algum “confronto real” com Aquino, mas também que esperava que ela “ouvisse a vontade do povo”. Ele declarou que não poderia ficar no hotel por muito tempo, alegando que era caro, mas insistiu que continuaria a "afirmar a autoridade como governo legítimo". Tolentino também afirmou ter recebido um telefonema de felicitações de Marcos no Havaí.
Outros partidários de Marcos fizeram discursos durante a noite, enquanto apoiadores acamparam dentro e ao redor do hotel a noite. Eles receberam alimentos, bebidas e camisetas pró-Marcos, e barricaram os acessos ao hotel com caminhões, ônibus, vasos de concreto para flores e pneus em chamas. Vários apoiadores adolescentes foram vistos bloqueando as estradas armados com pedras. Também foi relatado que uma canhoneira da Marinha atracou na baía de Manila para apoiar os rebeldes, enquanto autoridades na Cidade Quezon relataram que houve tentativas de recrutar residentes para apoiar os lealistas.
Com o passar do tempo, porém, o ímpeto golpista desapareceu gradualmente devido à falta de reforços e apoio popular. Uma chuva torrencial na manhã de 7 de julho reduziu o número de participantes para algumas centenas ao amanhecer. De manhã, cerca de 200 soldados rebeldes renderam-se, dizendo que foram induzidos a pensar que apoiavam Enrile e o Chefe do Estado-Maior das Forças Armadas das Filipinas, Fidel Ramos, que lideraram a revolta do Poder Popular em fevereiro. Todos os 300 hóspedes e funcionários também foram evacuados do hotel ao mesmo tempo. Tolentino deu então uma conferência de imprensa, alegando que foi forçado a tomar posse pelo "clamor" da multidão e apelou a Aquino para realizar eleições antecipadas.
O golpe foi visto como uma tentativa de replicar uma revolta conjunta civil-militar na esperança de reunir apoio suficiente para tomar a residência presidencial em Malacañang, semelhante ao que aconteceu durante a Revolução do Poder Popular.

### Participantes proeminentes
Vários oficiais militares associados a Marcos também participaram, incluindo:
- Major General Prospero Olivas, ex-comandante do Comando Metropolitano da Philippine Constabulary (Metrocom)
- Brigadeiro-General Antonio Palafox, ex-comandante da 5.ª Divisão de Infantaria do Exército Filipino
- Brigadeiro-General Jaime Echeverria, ex-comandante regional em Mindanao Central
- Brigadeiro-General Tomas Dumpit, ex-comandante regional em Ilocos
- Contra-almirante Brillante Ochoco, ex-oficial da Marinha Filipina
- Coronel Rolando Abadilla, ex-chefe de Inteligência e Segurança do Metrocom
- Coronel Dictador Alqueza, ex-comandante da Polícia em Samar que esteve envolvido no Massacre de Jabidah
- Coronel Jose Mendoza
- Coronel Rolando de Guzmán
- Coronel Reynaldo Cabauatan, ex-comandante da Polícia em Zambales

Políticos associados a Marcos também foram vistos no hotel, incluindo:
- Gerry Espina (ex-deputado de Leyte)
- Salvador Britanico (ex-deputado de Iloilo)
- Edmundo Reyes (ex-Comissário de Imigração)
- Vicente Magsaysay (ex-governador de Zambales)
- Adelina Rodriguez (ex-prefeita de Cidade Quezon
- Macario Asistio (ex-prefeito de Caloocan)
- Joseph Estrada (ex-prefeito de San Juan)
- Felicisimo Cabigao (ex-vice-prefeito de Manila)
- Gregorio Licaros (ex-presidente do Banco Central)

Vários atores também participaram do golpe, incluindo Alona Alegre, Elizabeth Oropesa, Amalia Fuentes, Weng Weng, Carlos Salazar e Rio Diaz.

### Envolvimento de Marcos
Enquanto o golpe se desenrolava, um porta-voz de Marcos em Honolulu declarou que ele estava monitorando os acontecimentos de perto e que retornaria às Filipinas como um "estadista mais velho" caso Aquino fosse deposta. Também disse que Marcos não tinha conhecimento dos planos de Tolentino. Após o fracasso do golpe, Marcos negou pessoalmente qualquer envolvimento em golpes de Estado ou atos de sedição e desestabilização contra o governo.
No entanto, em agosto de 1987, foram divulgadas transcrições contendo sete ligações de Marcos para apoiadores no Manila Hotel, parecendo mostrar que Marcos sabia amplamente sobre o planejamento do golpe e dirigiu os eventos assim que ocorreram. As conversas foram gravadas durante as primeiras 14 horas dos acontecimentos, antes da evacuação de todos os funcionários do hotel, e foram transcritas pela telefonista do hotel por instrução dos funcionários do hotel. Entre os detalhes divulgados estava que Marcos tinha três homens no hotel monitorando diretamente a situação para ele, e que ele dissuadiu seus apoiadores de marchar sobre Malacañang enquanto se aguardava a chegada de reforços liderados por seu aliado próximo, o ex-governador de Lanao del Sur, Ali Dimaporo. As conversas contribuíram para a perspectiva governista de que os eventos foram uma "conspiração pré-planejada e premeditada" para desestabilizar o governo de Aquino.
Após as revelações, a administração Reagan abriu um inquérito sobre o envolvimento de Marcos no golpe e informou que iria rever o seu estatuto de convidado nos Estados Unidos caso fosse demonstrado que ele estava envolvido em "atividades políticas partidárias" nas Filipinas, em violação do Lei de Neutralidade.

### Resposta governamental
A intentona golpista ocorreu num momento em que as principais figuras do governo de Aquino estavam longe de Manila. Aquino estava acompanhada por Ramos em Cagayan de Oro quando os eventos eclodiram, forçando seu retorno a Manila, enquanto o vice-presidente Salvador Laurel estava em visita oficial à Espanha.
O ministro da Defesa, Juan Ponce Enrile, que foi ministro da defesa de Marcos antes de mudar de lado para Aquino durante a revolta do Poder Popular e era o oficial de mais alto escalão do governo de Aquino na capital, rejeitou sua inclusão no gabinete de Tolentino. Aquino insistiu na tolerância máxima no trato com os rebeldes, mas alertou sobre prisões caso a violência eclodisse, e disse que era melhor ignorar Tolentino, chamando-o de "ninguém", enquanto anunciava planos para acusá-lo de sedição.
Por precaução, foram colocados bloqueios nas estradas que levam a Malacañang, a cerca de cinco quilômetros do hotel. Oito veículos blindados de transporte de pessoal foram mobilizados em Luneta, enquanto soldados adicionais foram mobilizados em pontes e outros pontos estratégicos em Manila, incluindo transmissores de rádio e televisão. Quatro estações de rádio foram temporariamente fechadas por espalharem propaganda lealista.
No hotel, a água e a eletricidade foram cortadas, enquanto os funcionários desligaram os sistemas telefônicos e de alto-falantes.

### Negociações e fim do golpe
As negociações entre o governo e os rebeldes começaram à meia-noite de 6 a 7 de julho entre os generais Zumel e o chefe da polícia metropolitana Ramon Montaño, que agia sob instruções de Enrile.
Entretanto, foram feitas várias sugestões sobre como acabar com o golpe, desde um ataque até um bloqueio total. Um ministro sugeriu ameaçar o último participante golpista de deixar o hotel com o pagamento da conta integral de todos os seus companheiros.
Às 14h de 7 de julho, Aquino emitiu uma declaração insistindo que o seu governo ainda estava no controle e ordenou que os rebeldes se rendessem dentro de 24 horas. Pouco depois, Tolentino e outros seguidores importantes deixaram o hotel e retomaram as negociações com o governo nas proximidades do Manila Army and Navy Club e mais tarde em um posto policial atrás da Quirino Grandstand que contou com a presença de Honasan e do filho de Aquino, Noynoy.
Enquanto as negociações estavam em andamento, Honasan, que informava regularmente seu patrono político Enrile sobre os desenvolvimentos golpistas, abordou os rebeldes com uma promessa de anistia deste último, que não havia consultado o assunto com Aquino, e extraiu o coronel Abadilla, que estava em contato com com eles, do hotel. Isto permitiu a rendição dos soldados rebeldes e a dispersão não violenta dos participantes civis na madrugada de 8 de julho.
Os soldados rebeldes foram levados ao quartel-general do Exército Filipino em Fort Bonifacio, onde Enrile surpreendeu a todos ao divulgar a sua oferta de uma anistia geral, dizendo que "nenhuma punição" seria dada e exortando todos a "esquecer" o que tinha acontecido. Para ajudar a acalmar a tensão, o General Ramos ordenou aos rebeldes que fizessem trinta flexões, o que mais tarde foi erroneamente relatado como sendo a sua única punição e tornou-se um ponto de crítica para aqueles que defendiam uma resposta mais dura à revolta. No dia 9 de julho, Aquino ofereceu clemência aos participantes em troca de prestarem o “juramento de lealdade à Constituição da Liberdade”.

## Consequências

### Danos ao hotel
A tomada de três dias do Manila Hotel, com 500 quartos, fez com que o hotel sofresse os piores danos desde a Batalha de Manila em 1945. Seu gerente geral, Franz Schutzman, estimou os danos em US$ 500.000 e observou que o hotel perdeu cinco dias úteis, dois durante a ocupação real e três para os esforços de limpeza.
As portas de 26 quartos no sexto andar foram arrombadas e todas as toalhas, pastas encadernadas em couro e até mesmo os números de latão nas portas foram roubados. Outras salas e corredores ocupados pelos rebeldes estavam repletos de lixo e restos de comida e saqueados, assim como o restaurante, a despensa e o bar do hotel. Uma dezena de explosivos improvisados foram descobertos no saguão. O presidente do hotel, Feliciano Belmonte, disse que US$ 15 mil desapareceram das caixas registradoras e quatro cofres foram abertos à força.
Tolentino e seus seguidores pagaram apenas pelos quartos que ocuparam no 14.º andar e somente por uma noite. Apesar do Manila Hotel ser propriedade estatal na época, Aquino insistiu que Tolentino reembolsasse os danos, dizendo que “o seu patrão (Marcos) tinha deixado dívidas suficientes”.
O Ministério do Turismo informou que pelo menos 670 reservas de hotéis de potenciais visitantes estrangeiros na região metropolitana de Manila foram canceladas como resultado do golpe.

### Processo contra os golpistas
Tolentino e outras 34 pessoas foram processadas pelo Manila Hotel por danos que chegaram a US$ 850 mil. No entanto, isso não o impediu de visitar posteriormente o hotel e participar em eventos organizados pela sua administração. Ele evitou novos processos governamentais jurando lealdade ao governo de Aquino, ao mesmo tempo que insistia que ainda era o vice-presidente legítimo do país.
O envolvimento de Enrile e do RAM no golpe nunca foi devidamente investigado, o que parece tê-los encorajado a lançar conspirações subsequentes contra o governo de Aquino.

### Repercussões políticas
A inclusão de Enrile no gabinete de Tolentino, apesar de suas rejeições, prejudicou suas relações com Aquino e contribuiu para sua demissão do cargo de ministro da Defesa após a Conspiração  God Save the Queen no final daquele ano, em novembro.
Tolentino foi posteriormente eleito para o Senado das Filipinas em 1992 e serviu até 1995.
O público, ainda abalado pelos excessos do regime de Marcos, permaneceu geralmente inalterado pelo golpe.

### Reação internacional
Os Estados Unidos reiteraram o seu apoio ao governo de Aquino, com funcionários do Departamento de Estado a chamar o golpe de "tempestade num copo d’água" e o "último ato desesperado" dos apoiantes de Marcos.

## Nota
- Este artigo foi inicialmente traduzido, total ou parcialmente, do artigo da Wikipédia em inglês cujo título é «Siege of the Manila Hotel».